# Havets melodi
Havets melodi är en svensk film från 1934 i regi av John W. Brunius och Prins Wilhelm, hertig av Södermanland. I rollerna ses bland andra Carl Ström och Greta Almroth.
Manus skrevs av Eric Roos och musiken av David Ottoson. Per Flood och Adrian Bjurman fotade och var även klippare. Inspelningen ägde rum sommaren 1933 i AB Europa Films studio i Sundbyberg samt i Grisslehamn, Vinga och Stockholm. Premiären ägde rum den 16 februari 1934 på biograferna Plaza och Astoria i Stockholm. Den var 84 minuter lång och barntillåten. Filmen producerad av AB Real-Film medan AB Tullbergs Film var teknisk producent

## Handling
Det är augusti 1930. Fiskaren Lars Persson ute på Vinga och hans hustru Anna har ett enda barn, Karin. På fyrplatsen finns även mästerlotsen Anders Bergström, hans hushållerska Malin och ende sonen Arne. Anders Bergström är änkling sedan 20 år. Arne och Karin har fattat tycke för varandra. Öborna gissar att det snart skall bli bröllop, något som Lars Persson åhör med stor motvilja. Lars och Anders har vid ett tillfälle en uppgörelse med varandra och det framgår då att de en gång varit rivaler om en och samma flicka.
Fiskeflottan går ut när makrillen kommer i stora stim och fångsten blir riklig. Båtarna blir fullastade och ligger långt ute, när stormen slår till och Lars måste lämpa fisk överbord för att klara båten. Han kommer i land men är illa medfaren och avlider just som han skulle yppa något för pastorn för att få syndernas förlåtelse.
Arne och Karin gifter sig. Utanför kyrkan får Arne ett brev av hushållerskan Malin, som lovat Arnes mor att överlämna det till honom på hans 21-årsdag. I brevet avslöjar modern att det är Lars Persson som är han verklige far. Arne störtar ut till sin motorbåt och åker iväg. Karin har rusat efter ut på bryggan med brevet i hand. Hon gör en förtvivlad gest och tappar brevet som hon aldrig har läst. Det glider bort på vågorna.
Tiden går utan att Arne hör av sig och trots efterforskningar förblir han borta. I augusti 1932 avlider Anna Bergström. Karin tyr sig till Malin. En dag med tät dimma åker Karin ut med motorbåt för att ta posten till personalen på Vinga fyrskepp. I dimman blir hon påkörd av en stor ångare och hamnar i vattnet. Efterhand upptäcks hon av fyrskeppspersonalen och det unga båtbiträdet Bengt Hamberg kastar sig i vattnet och räddar henne. Hon bärs medvetslös ombord på fyrskeppet. Bengt byter hennes våta kläder mot torra. Karin vaknar till sans och undrar om det fanns en kvinna ombord - underförstått: som har bytt på henne. Men det finns bara Bengt. Senare följer Bengt Karin in till land. De umgås under en tid utan att det sker något emellan dem.
Karin åker till Stockholm för att söka arbete och vi får se hennes resultatlösa besök på en arbetsförmedling. Hon har fått en bostad i ett hyresrum där hon får paret Fagerlund som grannar. Herr Fagerlund kan höra henne gråta och går in för att trösta henne. Han säger att han gått arbetslös över ett år utan att lipa för den skull. Av en tillfällighet kommer Bengt på besök en dag när Karin skurar trappan och det visar sig att Bengt är en gammal bekant till Fagerlunds. Bengt går nu på sjöfartsverket för utbildning till lots. Man ser inklippta bilder därifrån på navigationsutbildning. Så småningom får Karin arbete i en syateljé. När Bengt är färdig med sin examen bjuder han Karin på avslutningsbal och på vägen därifrån försöker han visa sin kärlek men hon menar att det är omöjligt, hon är inte fri säger hon. Dagen därpå åker hon hem igen till Vinga.
Bengt får order att inställa sig på Vinga fyrskepp. På båten dit ut känner han igen Arne från ett fotografi han sett tidigare. Denne arbetar nu som maskinist på fartyget och har en ny kvinna. När Bengt går ner i maskinrummet för att tala ut med Arne inträffar en olycka och Arne skadas av utströmmande ånga. Arne förs bränd och omlindad i land där Karin står för att vänta på post från båten. Hon känner igen Arne och han meddelar lite senare henne om vad som stod i brevet han fick efter bröllopet, nämligen att de har samma far. Senare på kvällen när Karin står i sitt fönster kommer Bengt förbi. Hon öppnar då fönstret och säger att hon nu är fri och de kysser varandra.

## Om filmen
Havets melodi var den första film som producerades av Real-Film, ett bolag stiftat 1933 av direktör Carl Berg som tidigare varit verksam vid Irefilm. Real-Film hade vid grundandet uttalat sociala ambitioner och bland de ursprungliga styrelsemedlemmarna fanns bland andra LOs sekreterare Per Bergman och Albert Wickman som senare skulle grunda ett av de ledande filmlaboratorierna, Film-Labor. Beslutet att producera denna så kallade ”lotsfilmen” vållade stark schism inom styrelsen. Bolagets fortsatta och korta bana skulle även den kännetecknas av konflikter och skandaler. Efter ytterligare ett par produktioner, Marodörer och Eva går ombord, ändade bolagets verksamhet även om det fortsatte att basunera ut storslagna planer för framtiden (se annons i Biografbladet 1934 nr 5-6). Det hela var mest luft och Berg åtalades för checkbedrägeri. Stämningar och konkursansökningarna haglade och det ansågs så uppseendeväckande i en filmbransch som annars var van vid tvivelaktiga affärer att Biografbladet fann sig tvunget att kommentera det hela på ledarplats (nr 1934 nr 10).
Huvudrollsinnehavaren Britta Jakobsson hade tidigare vunnit Filmjournalens tävling om ”den svenska idealflickan” (se  kommentar till Flickan från varuhuset). Detta blev hennes enda filmroll.
John Brunius torde huvudsakligen varit ansvarig för regin av spelscenerna medan Prins Wilhelm stått för de mera dokumentära inslagen (bland annat skildringen av fiskeflottan i början som nästan är en kortfilm för sig).

## Rollista
- Carl Ström – fiskaren Lars Persson
- Greta Almroth – hans hustru Anna
- Britta Jakobsson – deras dotter Karin
- Harry Bergvall – mästerlots Anders Bergström
- Sigge Fürst – hans son Arne Bergström
- Martha Colliander	– Malin, hushållare till Anders
- Palle Brunius – Bengt Hamberg

Ej krediterade
- Nils Lundell – maskinist Fagerlund
- Anna-Lisa Baude – hans fru
- Anna-Lisa Fröberg	– arbetsledare i syateljén
- John Hilke – kapten
- Rudolf Karlsson – Rudolf Karlsson, fyrvaktare på Vinga fyr (hans enda filmroll)
- Anton Wik – Anton Wik, fyrvaktare på Vinga fyrskepp (hans enda filmroll)
- Nils Sandgren	– Nils Sandgren, fyrbiträde på Vinga fyrskepp (hans enda filmroll)
- Sven Andersson – Sven Andersson, kock på Vinga fyrskepp (hans enda filmroll)
- Folke Brandt – Folke Brandt, fyrbiträde på Vinga fyrskepp (hans enda filmroll)
- Nils Ström – Nils Ström, styrman på Vinga fyrskepp (hans enda filmroll)

### Fotnoter
1. 1 2  ”Havets melodi”. Svensk Filmdatabas. http://www.sfi.se/sv/svensk-filmdatabas/Item/?itemid=3752&type=MOVIE&iv=Basic&ref=/templates/SwedishFilmSearchResult.aspx?id%3d1225%26epslanguage%3dsv%26searchword%3dhavets+melodi%26type%3dMovieTitle%26match%3dBegin%26page%3d1%26prom%3dFalse. Läst 13 mars 2013.